# دوساري (جهاد أباد كرمان)
دوساري (بالفارسية: دوساری) هي قرية تقع في إيران في البلدة المركزية. يقدر عدد سكانها بـ 5,620 نسمة .